# Apollo 7
Apollo 7 war der erste bemannte Raumflug im Rahmen des Apollo-Programms.

## Missionsplanung und Besatzung

### Frühe Pläne
Als im Jahre 1966 das Apollo-Programm der NASA konkret wurde, ging man noch davon aus, dass der erste bemannte Start des dreisitzigen Apollo-Raumschiffs Ende 1966 oder Anfang 1967 unter der Projekt-Bezeichnung AS-204 stattfinden würde. Am 21. März 1966 wurde der Öffentlichkeit mitgeteilt, dass Virgil Grissom, Edward White und Roger Chaffee als Besatzung ausgewählt worden waren. Zu diesem Zeitpunkt standen noch vier Flüge des Gemini-Programms aus.
Ein zweiter bemannter Flug sollte mit den Astronauten Walter Schirra, Donn Eisele und Walter Cunningham stattfinden. Dieser Plan wurde allerdings schon im Dezember wieder gestrichen, weil er nur wenig neue Erkenntnisse gebracht hätte. Deshalb wurde die Schirra-Mannschaft als Ersatzmannschaft der Grissom-Crew eingeteilt.

### Die Ersatzmannschaft rückt nach
Grissom, White und Chaffee kamen bei der Apollo-1-Katastrophe ums Leben, sodass Schirra, Eisele und Cunningham nun als erste Astronauten das neue Apollo-Raumschiff fliegen sollten. Schirra war einer der ersten Astronauten der NASA und hatte mit Mercury-Atlas 8 und Gemini 6 zwei äußerst erfolgreiche Flüge absolviert. Schon vor dem Flug kündigte er an, dass er nach dieser Mission aus der NASA ausscheiden würde. Eisele und Cunningham waren beide aus der dritten Astronautengruppe und hatten noch keine Weltraumerfahrung.
Dieser Flug bekam intern die Bezeichnung Mission C. Die Ersatzleute waren Thomas Stafford, John Young und Eugene Cernan. Stafford und Young hatten jeweils bereits zwei Flüge im Gemini-Programm durchgeführt, Cernan einen.

### Die Support-Crew
Eine Neuerung im Apollo-Programm war eine Unterstützungsmannschaft (Support-Crew), die der Haupt- und Ersatzmannschaft zeitraubende Tätigkeiten abnehmen sollte. Dazu gehörte unter anderem, dafür zu sorgen, dass Flugpläne und Checklisten stets auf dem neuesten Stand waren. Außerdem waren sie dafür zuständig, Übungsprogramme für die Simulatoren zu entwerfen. Vor Countdown-Tests sorgte die Support-Crew dafür, dass alle Schalter in der richtigen Stellung waren, bevor die Hauptmannschaft einstieg. Für die Tätigkeiten in der Support-Crew wurden noch unerfahrene Astronauten eingeteilt, die sich auf diese Weise für eine Ersatzmannschaft empfehlen konnten, was üblicherweise zu einer Berufung für den drittnächsten Flug führte. Für Apollo 7, wie der erste bemannte Flug nun hieß, wurden Jack Swigert, Ron Evans und Bill Pogue als Support-Crew ausgewählt. Pogue ersetzte dabei Edward Givens, der im Juni 1967 tödlich verunglückt war. Alle vier stammten aus der fünften Astronautengruppe, die erst am 4. April 1966 berufen wurde.
Swigert kam später in die Ersatzmannschaft von Apollo 13 und wurde dann kurz vor dem Start wegen Verdachts auf Rötelninfektion von Ken Mattingly sogar in die Hauptmannschaft nachberufen. Evans war später Mitglied der Ersatzmannschaft von Apollo 14 und Crewmitglied von Apollo 17, während Pogue für Skylab 4 nominiert wurde, ohne vorher Ersatzmann gewesen zu sein.

## Vorbereitung
Bereits vor der Brandkatastrophe von Apollo 1 waren zahlreiche Änderungen an der Apollo-Kommandokapsel geplant worden. Insbesondere hatte man einen zweiten Flug der mit Block-I benannten Version schon im Dezember 1966 abgesagt. Für Apollo 7 wurde das Raumschiff mit der Seriennummer CSM-101 verwendet, das vierte gefertigte Modell aus der wesentlich verbesserten Block-II-Serie. In dessen Kapsel CM-101 hatte eine Crew, bestehend aus McDivitt, Scott und Schweickart, am 26. Januar 1967, einen Tag vor dem Unglück von Apollo 1, ein erstes Training beim Hersteller North American Aviation absolviert. Da keine Mondlandefähre beim Flug von Apollo 7 mitgeführt werden sollte, erfolgte der Start mit einer Saturn-1B-Rakete (Seriennummer AS-205).
Die verschiedenen Teile der Trägerrakete wurden im Frühjahr 1968 im Kennedy Space Center angeliefert und im Laufe des Sommers montiert. Am 9. August 1968 konnte Apollo 7 zum Startkomplex 34 transportiert werden.
Die ursprünglich vorgesehenen Tests hätten innerhalb dreier Tage durchgeführt werden können, jedoch plante die NASA einen längeren Flug von bis zu elf Tagen Dauer – länger als ein Flug zum Mond und zurück benötigen würde.
Drei Ziele wurden für diesen Flug formuliert:
- Beweis der Leistungsfähigkeit von Raumschiff und Besatzung
- Beweis der Leistungsfähigkeit von Besatzung, Raumschiff und Betriebsanlagen während eines bemannten Raumfluges
- Beweis der Rendezvous-Fähigkeit des Raumschiffs.

Als Verbindungssprecher (CapCom) während des Flugs dienten die Ersatzmannschaft Stafford, Cernan und Young sowie die Support-Crew Swigert, Evans und Pogue.

## Flugverlauf

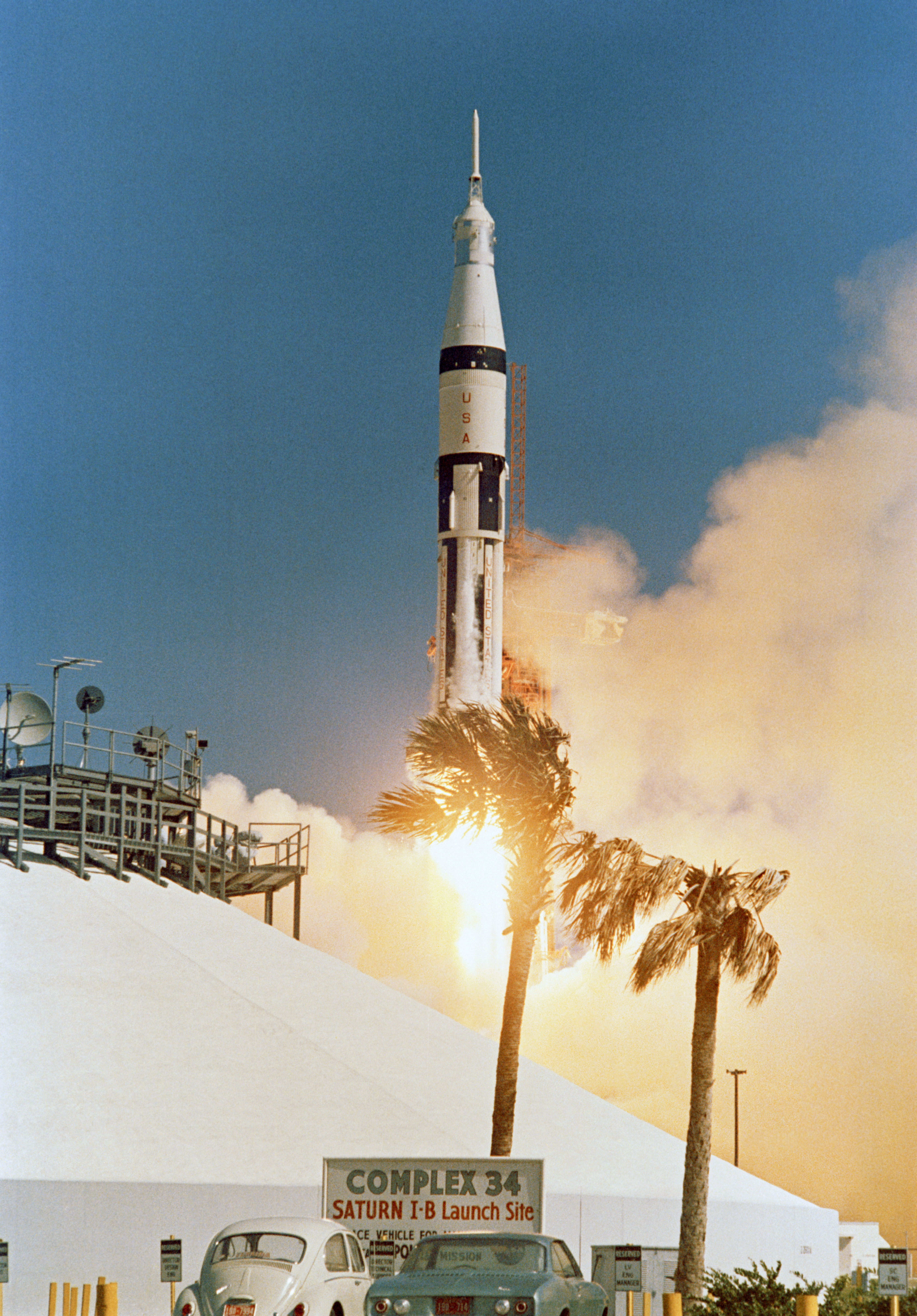
Der Start in Cape Canaveral

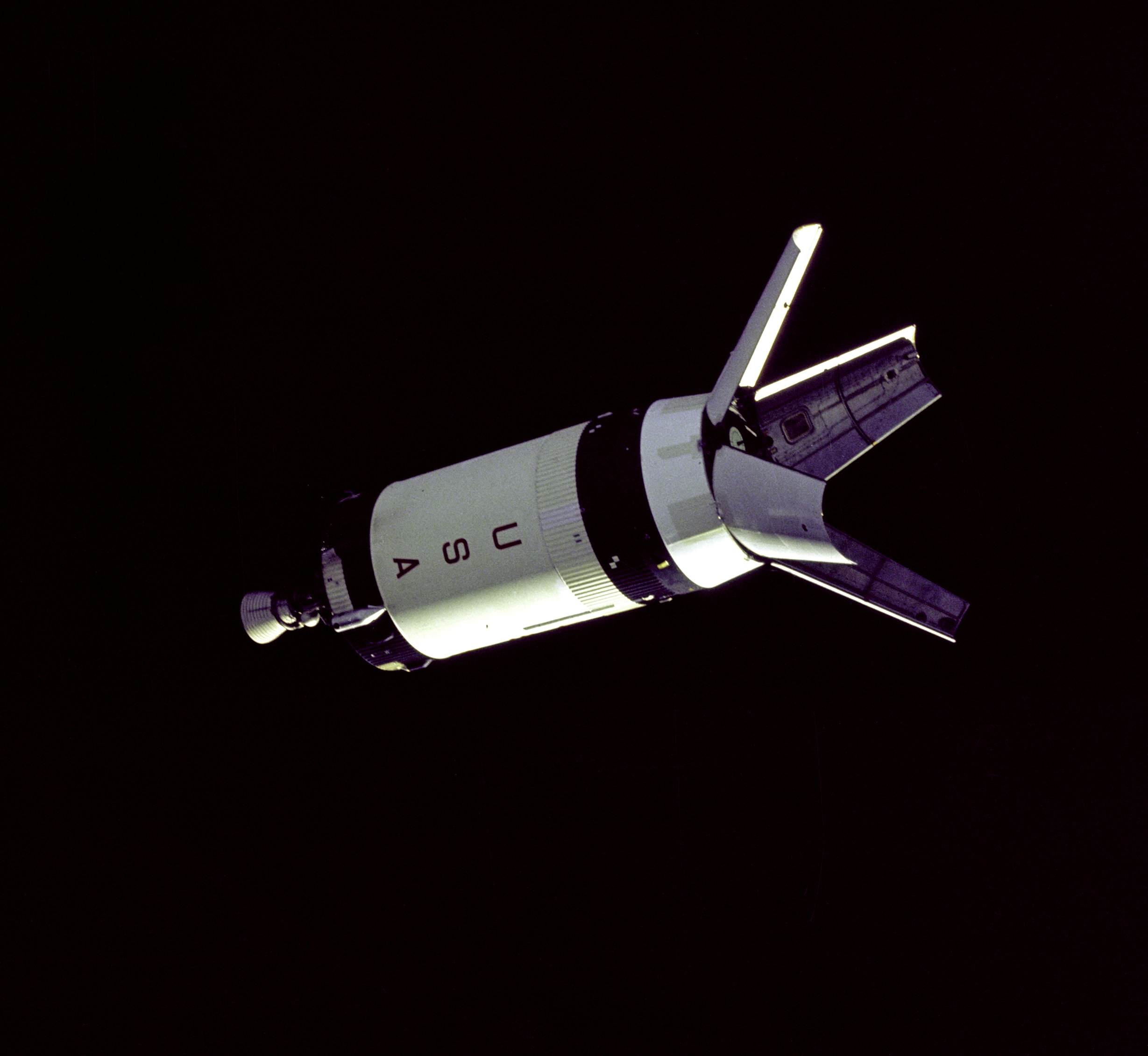
Saturn S-IV-B Stufe

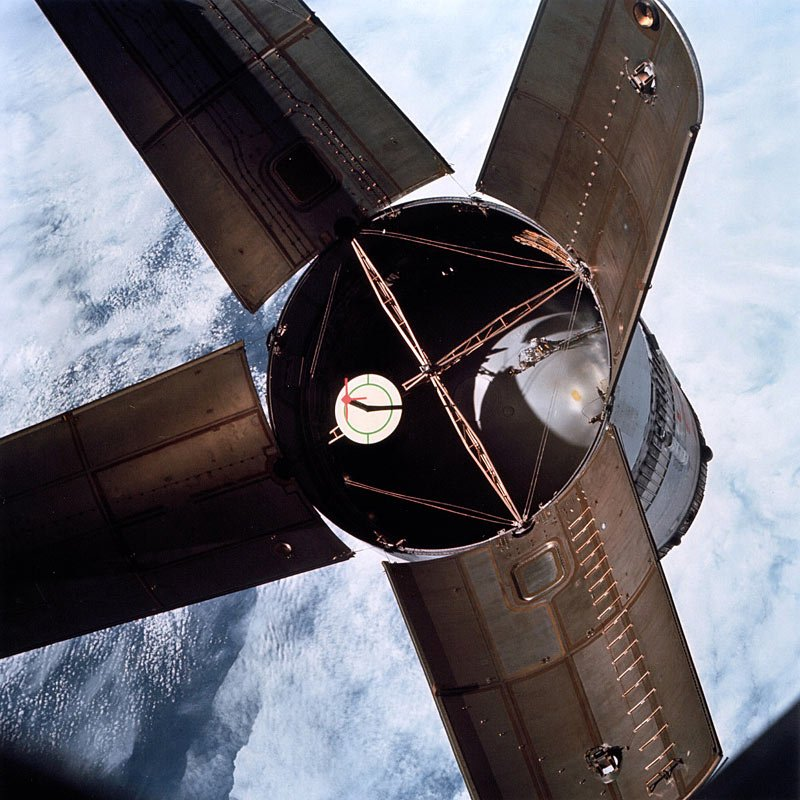
Rendezvous mit der S-IVB-Stufe

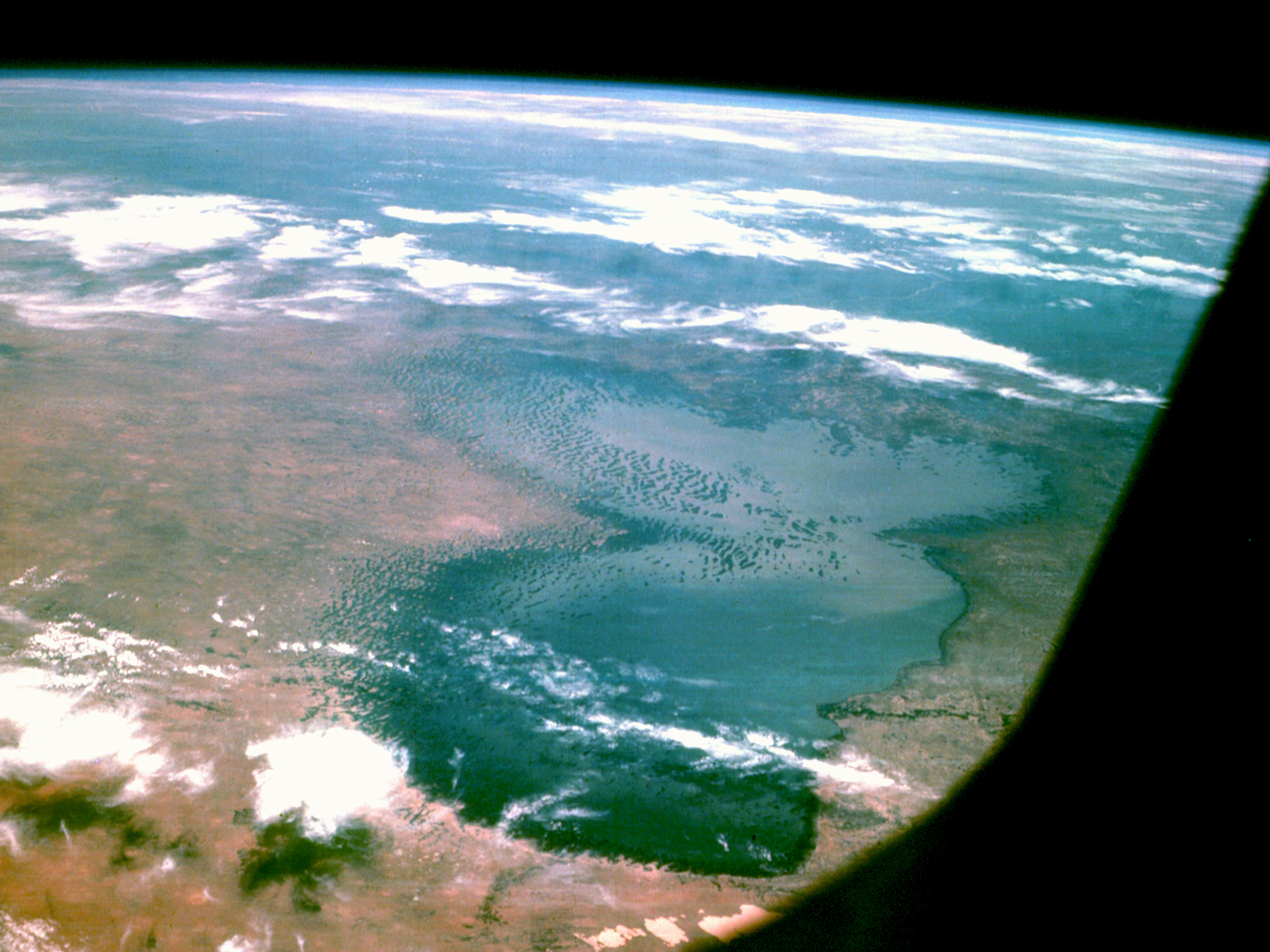
Der Tschadsee auf einer Aufnahme von Apollo 7

Apollo 7 startete am 11. Oktober 1968 um 15:02 Uhr UTC vom LC-34 auf Cape Canaveral und ist die einzige jemals von diesem Startplatz gestartete bemannte Mission. Bei relativ starkem Wind arbeitete die Saturn-1B-Rakete planmäßig. Nach etwa zehn Minuten erreichte das Raumschiff die Erdumlaufbahn mit 227 km Perigäum und 285 km Apogäum.
Einige Stunden später entkoppelte sich das Raumschiff von der zweiten Stufe (S-IVB) der Rakete, wendete und führte ein Rendezvous durch, um zu simulieren, wie zukünftige Apollo-Schiffe die Mondlandefähre aus der dritten Stufe einer Saturn V ziehen würden.
Das Raumschiff entfernte sich von der zweiten Stufe und führte am nächsten Tag wiederum ein Rendezvous durch, in dem andere Manöver vollzogen wurden, die ein Rendezvous zwischen Mondfähre und Apollo-Kommandokapsel in der Mondumlaufbahn simulierten. Teilweise wurde mit Radar navigiert, teilweise auch mit einem Sextanten. Eine Bahnverfolgung mit dem Sextanten war bis zu einer Entfernung von ca. 600 km möglich. Sichtbar war die S-IVB sogar bis fast 1800 km.
Erstmals war eine Fernsehkamera an Bord eines amerikanischen Raumschiffes. Zwar war das schon bei früheren Flügen erwogen worden, wurde aber immer wieder aufgrund von Gewichtsproblemen gestrichen. Sowjetische Raumschiffe hatten schon mehrmals Kameras an Bord gehabt, bei Apollo 7 gab es dagegen die erste Live-Übertragung aus dem Weltall.
Im Laufe der Mission wurde das Triebwerk des Raumschiffs achtmal gezündet, wobei es zwischen einer halben Sekunde und zwölf Minuten lief. Die Flugbahn wurde bis zu einer Höhe von 452 km erhöht. Alle Bahnänderungen verliefen erfolgreich.
Schon am ersten Tag bekam Schirra Schnupfen, und bald hatte er Cunningham und Eisele angesteckt. Da trotzdem ein relativ umfangreiches Testprogramm durchgeführt werden musste – es handelte sich schließlich um den Erstflug eines neuen Raumschifftyps – kam es zu Differenzen zwischen der Mannschaft und der Flugleitung. Weil Nasensekret in der Schwerelosigkeit nicht von selbst nach unten abläuft, mussten sich die Astronauten ständig schnäuzen. Schon mehrere Tage vor der Landung bestanden sie darauf, den Wiedereintritt ohne Helme und Handschuhe durchzuführen, weil sie fürchteten, dass der Druckaufbau sonst ihre Trommelfelle zum Platzen bringen könnte. Hier galt es, die Risiken abzuwägen. Die Diskussionen hielten mehrere Tage an; schließlich gab die Flugleitung nach, da die Entscheidung letztlich beim Kommandanten des Raumschiffs lag.
Dass die Gefahr eines Druckabfalls beim Wiedereintritt tatsächlich bestand, zeigte der Unfall von Sojus 11 vier Jahre später. Ein Ventil öffnete vorzeitig, und die drei sowjetischen Kosmonauten erstickten, weil das Sojus-Raumschiff nicht für das Tragen von Raumanzügen konzipiert war.
Nach zehn Tagen zündeten die Astronauten zwölf Sekunden lang die Bremsraketen. Vier Minuten danach wurde das Servicemodul vom Kommandomodul getrennt. Beim Wiedereintritt hatten die Astronauten Beschleunigungen bis zu 3,3g zu ertragen. In den letzten sechs Minuten wurde der Fall plangemäß durch die Fallschirme gebremst. Vom Zünden der Bremsraketen bis zur Wasserung in der Karibik verging eine halbe Stunde. Die Apollo-Landekapsel lag zunächst mit der Spitze nach unten im Wasser, konnte aber durch Aufblasen von dafür vorgesehenen Luftsäcken aufgerichtet werden. Die Astronauten wurden mit einem Hubschrauber an Bord der Essex gebracht.

## Verbleib des Raumfahrzeugs
Im Januar 1969 wurde die Kommandokapsel anlässlich der Parade zur Amtseinführung von Präsident Richard M. Nixon auf einem Wagen der NASA präsentiert. Für die folgenden dreißig Jahre war es zusammen mit Schirras Raumanzug an das National Museum of Science and Technology in Ottawa, Ontario ausgeliehen. Im November 2003 verlangte die Smithsonian Institution in Washington, D.C. die Rückgabe, um die Kapsel in ihrer neuen Außenstelle, dem Steven F. Udvar-Hazy Center, auszustellen. Momentan befindet sie sich als Leihgabe im Frontiers of Flight Museum nahe Love Field in Dallas, Texas.

## Bedeutung für das Apollo-Programm
Der Flug von Apollo 7 stellte nicht nur die Flugtauglichkeit des Raumschiffs unter Beweis, sondern auch die Funktionsfähigkeit aller anderen Einrichtungen und Prozeduren wie Raketenmontage, Startvorbereitung, Flugleitung und Bergung. Damit war nach mehr als anderthalb Jahren ohne bemannten Raumflug ein wichtiger Schritt zur Mondlandung hin getan. Bis zum Ende des Jahrzehnts blieben jetzt nur noch wenig mehr als zwei Jahre, um das am 25. Mai 1961 von Kennedy gesteckte Ziel einer bemannten Mondlandung zu erreichen.
Gemäß der ursprünglichen Missionsplanung sollte nun in der Erdumlaufbahn der Test der Mondlandefähre (die Mission D) mit Apollo 8 unter James McDivitt folgen. Es hatte sich jedoch seit Monaten abgezeichnet, dass die Landefähre nicht rechtzeitig zur Verfügung stehen würde.
Intern hatte die NASA allerdings eine attraktive Alternative in der Planung. Die Mannschaft von Frank Borman, die im Frühjahr 1969 mit Apollo 9 eine Tiefraummission der Kombination aus Apollo-Raumschiff, Servicemodul und Mondlandefähre fliegen sollte, war in ihrem Training weit vorangekommen. Wenn man diesen Flug ohne Landefähre vorzog, war noch im laufenden Jahr der erste bemannte Flug unter Nutzung der bereitstehenden Saturn V zum Mond möglich. Auch dabei konnte man essentielle Teile für eine spätere Mondlandung während der Transferflüge von und zum Mond sowie im Mondorbit erproben. Daneben befürchtete die NASA, durch das mit den Missionen Zond 5 und Zond 6 zwischen September und November 1968 Fahrt aufnehmende Programm der Sowjetunion zu einer bemannten Mondumrundung nochmals übertrumpft zu werden.
Drei Wochen nach der Landung von Apollo 7 entschied die NASA endgültig, die ursprüngliche Missionsplanung zu ändern, die Mission E als Mission C vorzuziehen und unter der Bezeichnung Apollo 8 zu Weihnachten 1968 zum Mond zu schicken.
Die Spannungen zwischen den Astronauten und der Flugleitung in Houston führten zu einer Änderung der Abläufe am Boden, insbesondere zu einer stärkeren Einbindung der Astronauten in die Missionsplanung. Für die drei Astronauten bedeutete es jedoch das Ende ihrer Karrieren als Raumfahrer, keiner von ihnen absolvierte einen weiteren Flug. Zwar behielt Eisele seine bereits vorher erfolgte Zuteilung als Ersatzmann von John Young in der Funktion des Piloten des Kommandomoduls für den wenige Monate später stattfindenden Flug von Apollo 10, nach Angaben des dafür Verantwortlichen Deke Slayton jedoch nur, weil in der kurzen Zeit bis zu diesem Flug kein weiterer ausgebildeter Pilot mehr vorbereitet werden konnte, ohne bereits eingespielte Crews der jetzt in rascher Folge stattfindenden Flüge zu trennen bzw. deren aufeinander abgestimmte Trainingsabläufe zu stark zu stören.